# Joachim Bernstorff
Joachim Frederik greve Bernstorff (5. oktober 1771 på Dreilützow – 26. oktober 1835 i Cismar) var en dansk diplomat og statsmand, yngre bror til Christian Bernstorff.
Hans forældre var greve Andreas Peter Bernstorff (1735-1797) og dennes 1. hustru, født komtesse Henriette Frederikke Stolberg (1747–1782). Han blev ligesom hans ældre broder tidlig sysselsat ved ledelsen af de udenrigske sager, idet han 1793 blev udnævnt til sekretær i det udenlandske departement, men fratrådte stillingen 1798. 1797 blev han kammerherre. I året 1800 fik han plads som deputeret i Tyske Kancelli; men sit vigtigste embede tiltrådte han, da (1800) blev direktør for det udenlandske departement. Efter at han her nogle år havde fungeret under sin broder Christian Bernstorff, blev hans stilling mere selvstændig, da kronprins Frederik (VI) fra året 1805 tog ophold i Kiel og her ønskede at have Christian Bernstorff hos sig. Det var under sin virksomhed i denne stilling, at han (1806 og 1807) gav den engelske statsafsending i København bestemte forsikringer om Danmark-Norges beslutning at ville besvare enhver fordring fra fransk side om alliance eller tilslutning til fastlandsspærringen med at blive Englands forbundsfælle. Da den engelske regering trods dette i august 1807 sendte flåden til Øresund, og da dets afsending Tailor (3. august) fremsatte sigtelser til ham om, at Danmark havde ladet sig formå til at forene sig med Frankrig og Rusland, kunne han ikke alene nægte sandheden deraf, men også bestemt erklære, at intet ville kunne rokke Danmarks beslutning om at ville opretholde sin neutralitet og sit venskabsforhold til England. Uheldigvis var denne udtalelse ganske magtesløs over for Englands beslutning at lamslå Danmark-Norge. 4 dage efter fremsatte Jackson i Kiel over for Christian Bernstorff og kronprinsen de fordringer, der førte til den kendte katastrofe. Det faldt nogle dage senere i hans lod at give Jackson i København det afslag på Englands fordringer, hvorefter kampen brød løs.
Joachim Bernstorff måtte under disse forhold dele de anklager, der rettedes imod udenrigsstyrelsen for sorgløshed
og sløvhed; men Frederik VI gjorde ham dog 1808 til Storkors af Dannebrog (efter Dannebrogsordenens omdannelse). Efter at han og broderen 2 år senere var blevet afskedigede efter egne begæringer fra deres embeder i det udenlandske departement, sendte Frederik VI ham under de vanskelige forhold i foråret 1813 til London for ved underhandlinger her at forsøge at redde forbindelsen med Norge; men det var resultatløst. En ikke mindre pinlig stilling havde han som dansk befuldmægtiget ved Wienerkongressen. Efter denne blev han 1816 gesandt i Wien, hvor han vedblev at fungere indtil 1835, da han afskedigedes og med det samme blev gjort til Ridder af Elefanten. 1826 var han blevet Dannebrogsmand. Han døde kort efter (28. oktober 1835) i Cismar (i det nordøstlige Holsten).
Han blev gift 9. maj 1795 på Bernstorff Slot med Sophia Henriette Elisabeth von Blücher (15. maj 1770 – 29. januar 1807 på Bernstorff Slot), datter af amtmand Gustav Gotthard von Blücher (1737–1808) og grevinde Christine Sophie von Castell-Remlingen (1740-1772).